# Litchurch
Litchurch – dzielnica miasta Derby w Anglii, w hrabstwie Derbyshire, w dystrykcie (unitary authority) Derby. Leży 2 km od centrum miasta Derby. W 1891 roku civil parish liczyła 23 003 mieszkańców. Litchurch jest wspomniana w Domesday Book (1086) jako Ludecerce.